# سازمان پژوهش‌های علمی و صنعتی همسود
سازمان پژوهش‌های علمی و صنعتی همسود (به انگلیسی: Commonwealth Scientific and Industrial Research Organisation (CSIRO)) سازمان تحقیات علمی وابسته به دولت فدرال استرالیا است که در سال ۱۹۲۶ با نام اولیه «شورای مشورتی علم و صنعت» پایه‌گذاری شد.
از پژوهش‌های برجسته این سازمان می‌توان اختراع طیف‌سنجی جذب اتمی، توسعه نخستین اسکناس پلیمری با موفقیت تجاری، نوآوری در دفع حشرات در آئروگارد و معرفی یک سری کنترل‌های بیولوژیکی در استرالیا را نام برد.